# 足利市立御厨小学校
足利市立御厨小学校（あしかがしりつ みくりやしょうがっこう）は、栃木県足利市福居町にある市立小学校。

## 概要
- 栃木県足利市の南部に位置している。通称は「御厨小」。
- 児童数は700人を超え（平成30年度は796人[1]）、足利市内の小中学校では最大規模である[1]。

## 校歌
- 作詞：三田忠夫
- 作曲：池田勝重

## 沿革
出典
- 1873年（明治6年）10月 - 足利市福居町に御厨就新舎として創立。
- 1879年（明治13年） - 梁田郡第3番学区御厨学校と校名を変更、現在地に移転。
- 1893年（明治26年） - 梁田郡御厨尋常高等小学校と校名を変更。
- 1896年（明治29年） - 梁田郡が足利郡と合併したことにより足利郡御厨尋常高等小学校と校名を変更。
- 1941年（昭和16年） - 国民学校令により、足利郡御厨国民学校と校名を変更。
- 1947年（昭和22年）4月1日 - 学校教育法施行により足利郡御厨町立御厨小学校と校名を変更。
- 1962年（昭和37年）10月1日 - 御厨町が足利市に編入合併したのに伴い足利市立御厨小学校と校名を変更。
- 1963年（昭和38年）
  - 4月1日 - 荒金地区が学区に編入される。
  - 10月10日 - 創立90周年記念式典挙行し、現在の校歌制定。
- 1964年（昭和39年）11月27日 - 校歌発表会を行う。
- 1965年（昭和40年）5月4日 - 完全給食実施。
- 1967年（昭和42年）4月1日 - プール竣工。
- 1968年（昭和43年）4月1日 - 特殊学級（現・特別支援学級）設置。
- 1970年（昭和45年）2月2日 - 鉄筋コンクリート3階建て校舎第1期工事完了（現1舎西半分）。
- 1972年（昭和47年）
  - 2月22日 - 鉄筋コンクリート3階建て校舎第2期工事完了（現1舎東半分）。
  - 10月8日 - 創立100周年記念式典挙行し、記念事業として、新校旗の制作、校舎前グリーンベルトや藤棚など。
- 1973年（昭和48年）5月23日 - 体育館兼講堂竣工。
- 1977年（昭和52年）3月2日 - 2舎鉄筋コンクリート3階建て校舎完成。
- 1981年（昭和56年）
  - 3月10日 - 3舎鉄筋コンクリート3階建て校舎完成。
  - 4月10日 - 校章を1舎前面に設置。
- 1983年（昭和58年）10月12日 - ミュージックラボラトリー（ML）を第1音楽室に設置。
- 1984年（昭和59年）1月1日 - スプリンクラー工事完了。
- 1993年（平成5年）
  - 9月30日 - コンピュータ室新設。
  - 10月19日 - 創立120周年記念行事として、校舎の航空写真撮影。
- 1997年（平成9年）
  - 3月10日 - 3ヵ年継続大規模改修工事終了（1舎屋根・校舎内外、2階各舎連絡通路等）。
  - 8月23日 - 体育館床改修工事終了。
- 2003年（平成15年）3月4日 - 屋外トイレ完成。
- 2005年（平成17年）10月19日 - 防球ネット設置。
- 2006年（平成18年）2月14日 - 西門（赤門）改修工事（新設置）。
- 2007年（平成19年）
  - 6月7日 - 各教室扇風機取り付け完了。
  - 8月31日 - 正門改修工事完了。
- 2008年（平成20年）9月3日 - 家庭科室改修工事完了。
- 2009年（平成21年）3月31日 - 南・東門周辺バリアフリー化工事。校庭プロムナード設置。トイレ洋式化工事。
- 2011年（平成23年）
  - 2月25日 - 体育館耐震補強工事完了。
  - 10月21日 - 1舎耐震工事完了。
- 2012年（平成24年）
  - 7月 - 通知表（のびゆく子ども）の電子化完全実施。
  - 10月31日 - 3舎耐震工事完了。
- 2013年（平成25年）
  - 3月3日 - 屋上太陽光パネル設置工事完了。　　　　
  - 3月22日 - 保健室シャワーパン設置工事完了。　　　　　
  - 4月 - コンピュータ室の学習用コンピュータを更新。
  - 10月28日 - 2舎耐震工事完了。
- 2014年（平成26年）
  - 3月10日 - ガラス飛散防止工事完了。　　　　　
  - 8月26日 - 普通教室エアコン（ガス式）設置工事完了。
- 2016年（平成28年）9月 - 学校図書館改造完了。

## 通学区域
- 足利市
  - 福居町[2]
  - 島田町
  - 上渋垂町
  - 百頭町
  - 荒金町
  - 問屋町

## 進学先中学校
- 足利市立協和中学校

## 交通アクセス
- 東日本旅客鉄道（JR東日本）両毛線足利駅または東武伊勢崎線足利市駅より足利市生活路線バス御厨線で「福居駅入り口」バス停より約262m、徒歩で約3分
- 東武伊勢崎線福居駅より約312m、徒歩で約5分